# Nyantumba
Nyantumba är ett vattendrag i Burundi.   Det ligger i provinsen Cibitoke, i den nordvästra delen av landet, 70 km norr om huvudstaden Bujumbura.
Omgivningarna runt Nyantumba är en mosaik av jordbruksmark och naturlig växtlighet. Runt Nyantumba är det tätbefolkat, med 308 invånare per kvadratkilometer.